# Nostromo Yarará
El Nostromo Yarará es un vehículo aéreo no tripulado construido en Argentina por Nostromo Defensa Sociedad Anónima en la década de 2010, para misiones de vigilancia y reconocimiento.
La Fuerza Aérea Argentina compró tres unidades a principios del año 2011 para su nueva escuela de vehículo aéreos no tripulados, en la Provincia de Córdoba.
Su nombre es por la serpiente Bothrops alternatus, yarará.

## Especificaciones
Referencia datos: Airforce-technology.com

### Características generales
- Capacidad: 5 kg
- Longitud: 2 m (6,6 ft)
- Planta motriz: 1× motor rotativo Sonic 35.
  - Potencia:

### Rendimiento
- Velocidad máxima operativa (Vno): 147 km/h (91 MPH; 79 kt)
- Velocidad crucero (Vc): 115 km/h (71 MPH; 62 kt)
- Velocidad de entrada en pérdida (Vs): 45 km/h (28 MPH; 24 kt)
- Alcance: 50 km
- Techo de vuelo: 9840 (3000 m)

### Desarrollos relacionados
- Nostromo Caburé
- Nostromo Centinela
- Nostromo Yaguá

### Listas relacionadas
- Anexo:Equipamiento de la Fuerza Aérea Argentina